# Jean-Baptiste Soenens
Jean-Baptiste Ferdinand Soenens (Gent, 5 maart 1756 - 8 februari 1837) was een Zuid-Nederlands edelman.

## Adel
- In 1779 verleende keizerin Maria-Theresia erfelijke adel ("voor zo veel als nodig") en met de persoonlijke titel ridder aan Jean-Baptiste Soenens (°1707).

## Levensloop
- Jean-Baptiste Soenens was een zoon van Jean-Baptiste Soenens (hierboven) en van Jeanne de Coninck. Hij trouwde in 1787 met Marie-Colette Carpentier (1760-1791), met wie hij een zoon had, en in 1795 met Thérèse Stauthamer (1769-1850), met wie hij tien kinderen had. In 1825 werd hij erkend in de erfelijke adel onder het Verenigd Koninkrijk der Nederlanden en in 1826 werd hem de titel ridder toegekend, overdraagbaar bij eerstgeboorte. 
  - Florent Soenens (1806-1886) trouwde in 1839 met Anne van Zuylen van Nyevelt (1811-1844), dochter van André van Zuylen van Nyevelt. Hij was de enige van de talrijke kinderen Soenens om een mannelijke afstammeling te hebben. Hij was ook een belangrijk kunstverzamelaar en drukte zijn stempel op het door hem en zijn nazaten bewoonde kasteel Puttenhove in Sint-Denijs-Westrem.
    - Emile Soenens (1840-1919), burgemeester van Sint-Denijs-Westrem, trouwde met Clotile de Bay (1855-1913). Ze kregen elf kinderen.
      - Jean Soenens (1886-1952), burgemeester van Sint-Denijs-Westrem, bleef vrijgezel.
      - Robert Soenens (1892 - gesneuveld in 1914).
      - Christian Soenens (1893 - gesneuveld in 1916).
      - Emile Soenens (1898-1986) trouwde in 1927 met Hélène Plissart de Brandegnies (1803-1987). Van de elf kinderen was hij de enige met mannelijke nazaten. Met afstammelingen tot heden.